# NGC 1780
NGC 1780 è una galassia lenticolare situata nella costellazione della Lepre, a una distanza di circa 229 milioni di anni luce dalla nostra Via Lattea.

## Scoperta
La galassia è stata scoperta nel 1886 dall'astronomo statunitense Ormond Stone.

## Descrizione
Nelle immagini ottenute dall'indagine DESI Legacy Imaging Surveys, NGC 1780 appare contornata da un vasto anello di forma ellissoidale rappresentato con (R') nella descrizione morfologica della galassia; anche attorno al nucleo è presente un anello interno più piccolo (r).